# 皇家師姐
《皇家師姐》（英語：Yes, Madam!）是1985年香港警匪動作片，由元奎導演，楊紫瓊、岑建勳、羅芙洛主演。片中一改以往電影中女警的形象——女警不再以搞笑為賣點。她們變成既要身手敏捷，充滿智慧，同時在面對匪徒時亦毫無懼色的「師姐」，因深受觀眾歡迎，續拍成一共七部的電影系列。此片是德寶院線在1985年11月30日開始經營的第一部公映作品（亦是自家出品
）。
演員上有當時首次參演電影的楊紫瓊，還有外籍演員羅芙洛等，首部上映時錄得逾千萬的票房佳績。並成功開創了一股女性動作片風潮，像後來的《霸王花》系列、《天使行動》系列和《獄鳳》系列都受到影響。

## 故事
香港女警和蘇格蘭女警，奉命調查一宗跟犯罪集團有關的謀殺案。兩人因思想和工作方法不同而產生磨擦，終於不打不相識，合力偵破犯罪陰謀。

## 演員
- 楊紫瓊 飾 吳洛茜，香港高級督察（粵語配音：盧素娟）
- 羅芙洛 飾 Carrie，蘇格蘭警察（粵語配音：沈小蘭）
- 岑建勳 飾 使立消，扒手
- 孟海 飾 散利痛，扒手（粵語配音：林保全）
- 徐克 飾 脫苦海（粵語配音：金貴）
- 洪金寶 飾 師父（粵語配音：盧雄）
- 吳耀漢 飾 院友（粵語配音：馮志輝）
- 姜大衛 飾 院友（粵語配音：張炳強）
- 田俊 飾 田偉強（粵語配音：盧雄）
- 狄威 飾 狄先生，田偉強手下（粵語配音：馮永和）
- 鍾發 飾 喪九，田偉強手下
- 黃錦燊 飾 黃sir (粵語配音：朱子聰)
- 林威 飾 阿東, 裝甲車小偷 [客串] (粵語配音：朱子聰)
- 馬愛迪 飾 收到被盜護照 (粵語配音：朱子聰)
- 陳國新 飾 夜店調酒師接受質詢 (粵語配音：朱子聰)
- 郭軍城 飾 郭軍城
- 陳果 飾 郭軍城手下
- 程守一 飾 田伟强男士 (粵語配音：朱子聰)
- 張嘉年 飾 Bo sir (粵語配音：陳永信)

## 獎項
| 頒獎典禮            | 獎項         | 名單       | 結果 |
| ------------------- | ------------ | ---------- | ---- |
| 第5屆香港電影金像獎 | 最佳男配角   | 孟海       | 獲獎 |
| 第5屆香港電影金像獎 | 最佳新人     | 楊紫瓊     | 提名 |
| 第5屆香港電影金像獎 | 最佳動作指導 | 元奎、孟海 | 提名 |

## 外部連結
- 香港影庫上《皇家師姐》的資料（繁體中文）
- 豆瓣电影上《皇家師姐》的資料 （简体中文）
- 时光网上《皇家師姐》的資料（简体中文）
- 互联网电影数据库（IMDb）上《皇家師姐》的资料（英文）
- Box Office Mojo上《皇家師姐》的资料（英文）
- 爛番茄上《皇家師姐》的資料（英文）
- AllMovie上《皇家師姐》的资料（英文）